# روسولا خصيبة
روسولا خصيبة (الاسم العلمي: Russula prolifica) هي نوع من الفطريات تتبع جنس الروسولا من الفصيلة الروسولية. يتواجد هذا النوع من الفطر في مدغشقر. وجد النوع تحت شجرة الكينا الصلبة وأصبح فقط وافراً في السبعين سنة الماضية أو نحو ذلك.